# Euschmidtia sansibarica
Euschmidtia sansibarica är en insektsart som beskrevs av Karsch 1889. Euschmidtia sansibarica ingår i släktet Euschmidtia och familjen Euschmidtiidae. Inga underarter finns listade i Catalogue of Life.